# پایکوب خاکستری
پایکوب خاکستری (نام علمی: Saltator coerulescens) نام یک گونه از سرده پایکوب است.